# Pelargonium odoratissimum
Pelargonium odoratissimum, geranio rosa o geranio malva, es una especie de planta con flor de la familia de los geranios Geraniaceae. Es endémica de Sudáfrica.

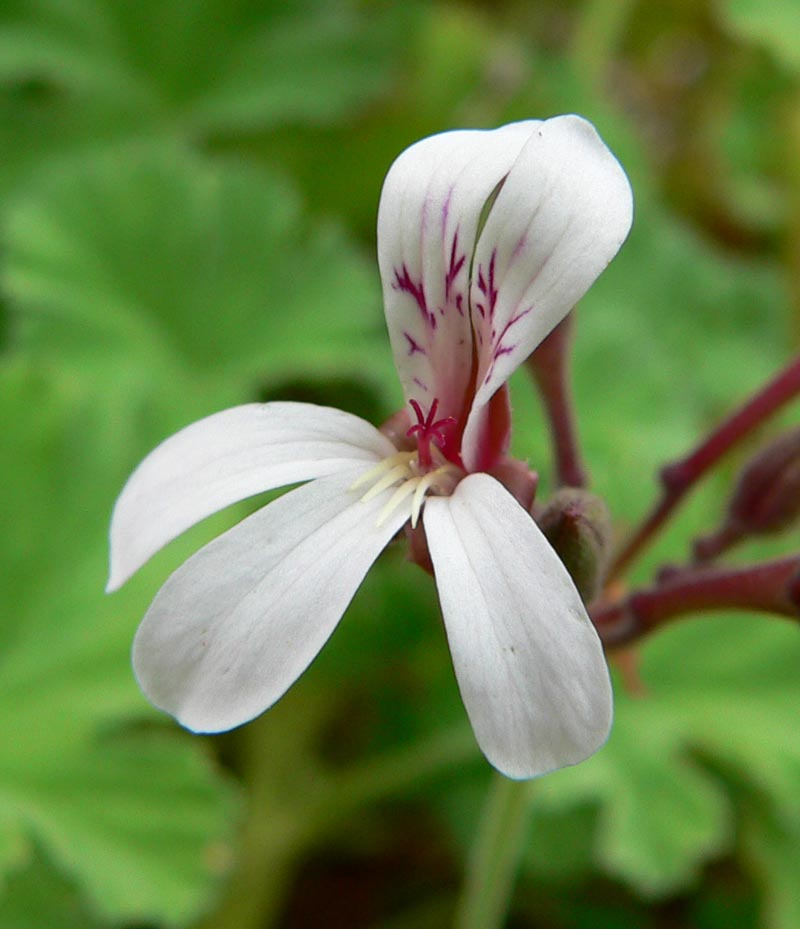
Flor

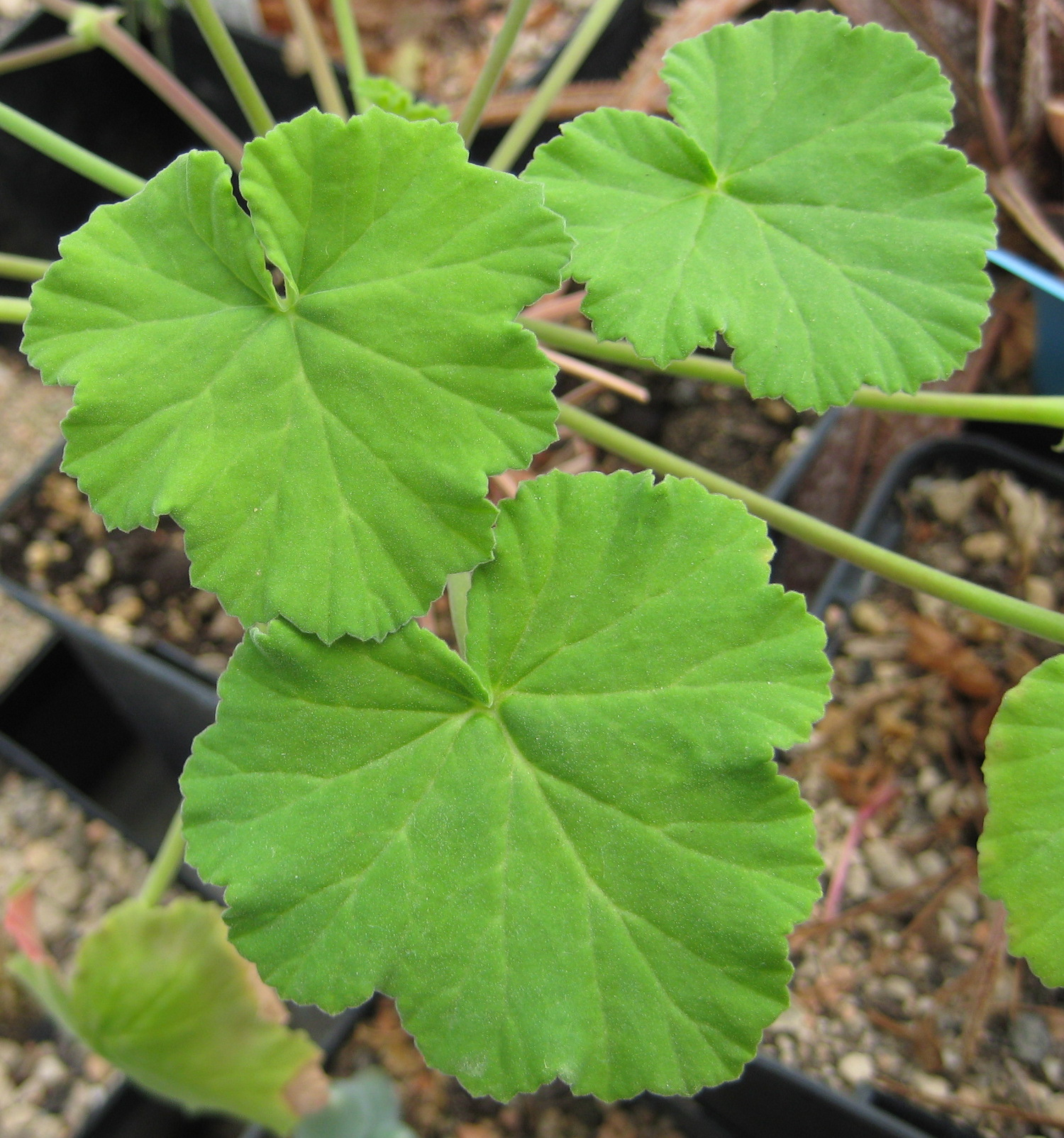
Hojas

Es una de las spp. de las que se extrae el aceite de geranio

## Descripción
La especie crece como un pequeño arbusto con raíces suculentas y tiene 30 centímetros de alto. Posee hojas simples dispuestas en rosetas de color verde manzana con forma de corazón o circular con muescas por encima de lóbulos poco profundos. Desprenden un olor dulce de manzana-menta al tocarlas. La inflorescencia es ramificada con cuatro a diez flores. Los cinco pétalos son de color blanco a rosa claro. Los dos primeros son espatulados y están muy juntos. Tienen una marca púrpura primaveral y se doblan hacia atrás y hacia la punta 90 grados.

## Taxonomía
Pelargonium odoratissimum fue descrita por (L.) L'Hér. y publicado en Hortus Kewensis; or, a catalogue . . . 2: 419. 1789.
Etimología
Pelargonium: nombre genérico que deriva de las palabra griega:
pelargos para "cigüeña", aludiendo a la fruta con la forma de pico del ave. Nota: Es interesante que varios de los miembros de esta familia toman sus nombres de aves de pico largo, es decir Pelargos (cigüeña), geranos (grúa), y Erodios (garza)
odoratissimum: epíteto latíno que significa "muy aromático"
Sinonimia
- Geraniospermum odoratissimum (L.) Kuntze
- Geranium odoratissimum L.[4]

## Nombres comunes
- malva camoesa, malva de olor, malva limón.[5]